# Lemóniz
Lemóniz (em castelhano) ou Lemoiz (em basco) é um município da Espanha na província da Biscaia, comunidade autónoma do País Basco. Faz parte da comarca de Uribe e tem 18,9 km² de área.[carece de fontes?] Em 2021 tinha 1 297 habitantes (densidade: 68,6 hab./km²).